# ベルンの奇蹟
『ベルンの奇蹟』（Das Wunder von Bern）は、2003年製作のドイツの映画である。 ゼーンケ・ヴォルトマン監督。ルイス・クラムロート、ペーター・ローマイヤー、ザーシャ・ゲーペル等出演。
1954年7月4日、ワールドカップ・スイス大会決勝戦に於ける西ドイツ代表チームの歴史的勝利を基軸に、戦争により引き裂かれた家族の再生をテーマとした作品である。

## ストーリー
第2次世界大戦終結後の西ドイツの工業都市エッセン。11歳の少年マティアスは地元のスター選手ヘルムート・ラーンの荷物持ちをするサッカー少年である。幸運をもたらす少年をラーンは息子の様に可愛がり、マティアスはそこに父親の面影を見出す。そんなある日ソ連の捕虜となり死んだ筈の父親が十年ぶりに帰郷する。サッカーを禁ずる厳格な父に息子は戸惑い、父親もまた長い抑留生活で自信を失い疲れきっていた。そしてワールドカップが始まると西ドイツ代表の一員に選ばれたラーンの応援に駆けつけたいマティアスはある行動に出る。

## キャスト
※括弧内は日本語吹替
- マティアス・ルバンスキ - ルイス・クラムロート（ドイツ語版）（山下亜矢香）
- リヒャルト・ルバンスキ - ペーター・ローマイヤー（ドイツ語版）（諸角憲一）
- クリスタ・ルバンスキ - ヨハンナ・ガスドロフ（ドイツ語版）（田村聖子）
- ブルーノ・ルバンスキ - ミルコ・ラング（ドイツ語版）（武藤正史）
- ヘルムート・ラーン - ザーシャ・ゲーペル（桐本琢也）
- ゼップ・ヘルベルガー - ピーター・フランケ

## 賞・動員
- ドイツ観客動員数 360万人
- ロカルノ映画祭 観客賞